# 1 Lacertae
1 Lacertae, som är stjärnans Flamsteed-beteckning, är en ensam stjärna belägen i den södra delen av stjärnbilden Ödlan. Den har en skenbar magnitud på ca 4,15 och är svagt synlig för blotta ögat där ljusföroreningar ej förekommer. Baserat på parallaxmätning inom Hipparcosuppdraget på ca 5,3 mas, beräknas den befinna sig på ett avstånd på ca 620 ljusår (ca 190 parsek) från solen. Den rör sig närmare solen med en heliocentrisk radialhastighet av ca -9 km/s.

## Egenskaper
1 Lacertae är en orange till gul ljusstark jättestjärna av spektralklass K3 II-III. Den har en massa som är ca 4 solmassor, en radie som är ca 69 solradier och utsänder ca 1 450 gånger mera energi än solen från dess fotosfär vid en effektiv temperatur av ca 4 300 K. Stjärnan var en gång en misstänkt variabel, men detta upphävdes senare.